# ベニガシラ
ベニガシラ は、日本の漫画家。
2017年4月、Twitter上で発表した「美少女同人作家とヤクザ」が話題となり、後に「美少女同人作家と若頭」と改題して2017年10月に一迅社より商業コミックスが発売され、漫画家デビューを果たす。一迅社刊行の漫画雑誌月刊ComicREXにて、不定期で漫画作品を掲載している。

## 作品リスト

### 漫画作品
- 『美少女同人作家と若頭』一迅社、全5巻（『月刊Comic REX』2019年1月号[1] - 2020年10月号[2]）
  1. 2017年10月27日発売[3]、ISBN 978-4-7580-6692-1
  2. 2018年7月27日発売、ISBN 978-4-7580-6756-0
  3. 2019年5月27日発売、ISBN 978-4-7580-6804-8
  4. 2019年12月27日発売、ISBN 978-4-7580-6837-6
  5. 2020年9月28日発売、ISBN 978-4-7580-6887-1
- 『サラリーマンが異世界に行ったら四天王になった話』作画：村光、オーバーラップ〈ガルドコミックス〉、既刊9巻（『コミックガルド』2019年[4] - 連載中） - 同名のウェブ漫画の原作[5]。
  1. 2020年6月25日発売、ISBN 978-4-86554-686-6
  2. 2020年12月25日発売、ISBN 978-4-86554-813-6
  3. 2021年6月25日発売、ISBN 978-4-86554-948-5
  4. 2022年1月25日発売、ISBN 978-4-82400-096-5
  5. 2022年6月25日発売、ISBN 978-4-82400-220-4
  6. 2022年12月25日発売、ISBN 978-4-82400-370-6
  7. 2023年7月25日発売、ISBN 978-4-82400-568-7
  8. 2024年1月25日発売、ISBN 978-4-82400-721-6
  9. 2024年7月25日発売、ISBN 978-4-82400-900-5
- 『魔王などがブラック企業の社長になる漫画』一迅社〈IDコミックス〉、2018年3月27日発売、ISBN 978-4-7580-6725-6 - Twitterで発表し話題となった「魔王がブラック企業の社長になる漫画」[6]を収録。